# Sinh vật huyền thoại Trung Hoa

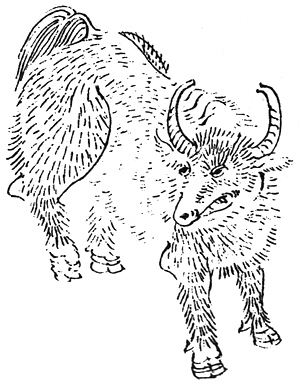
Ngoại hình của dị thú Cùng Kỳ (穷奇) được minh họa trong Sơn Hải Kinh

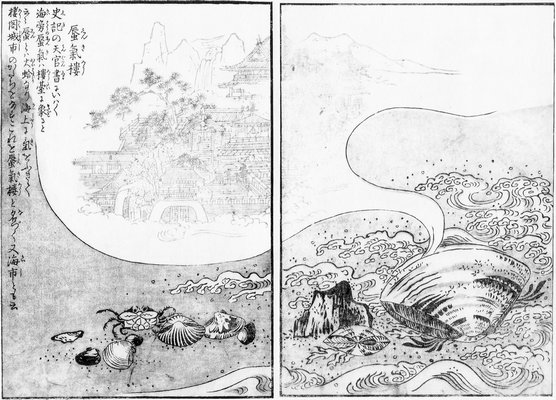
Tranh minh họa về Hải quái Thận trong Konjaku Hyakki Shūi của Toriyama Sekien.

Sinh vật huyền thoại Trung Hoa là những sinh vật (động vật) trong các câu chuyện thần thoại, truyền thuyết, huyền thoại và trong các tác phẩm văn học của Trung Hoa và có sự ảnh hưởng đến các quốc gia khác trong vùng văn hóa Đông Á. Nền văn hóa Trung Hoa có tính đa dạng, phong phú với nhiều thần thoại, truyền thuyết, câu chuyện dân gian ly kỳ huyền hoặc, một trong những chủ đề của thần thoại, truyền thuyết và huyền kỳ của Trung Hoa là về các sinh vật (các động vật), thường được gọi chung là "Thú" (với các khái niệm như thần thú, linh thú, thụy thú, hung thú, dị thú, quái thú, ác thú, dã thú, mãnh thú) là những sinh vật truyền thuyết, sinh vật thần thoại.
Sơn Hải Dị Thú Chí, Sơn Hải Kinh là bộ kỳ thư này mô tả các thần thoại, địa lý, động vật, khoáng vật, vu thuật, tôn giáo, cổ sử, y thuật, tập tục dân tộc ở thời kì cổ đại trong đó có Bộ "Dị thú chí" trích từ một phần của Sơn Hải Kinh, mô tả những loài dị thú thời cổ ở lãnh thổ Trung Quốc: Thanh Long, Chu Tước, Huyền Vũ, Bạch Hổ, Nhân Xà, cùng nhiều loài vật dị thú khác. Ngoài ra, trong tiểu thuyết Tây Du Ký, Phong Thần diễn nghĩa cũng kể về nhiều loại thần thú. Hình tượng những sinh vật thần thoại, truyền thuyết trong văn hóa Trung Hoa đã lan tỏa, ảnh hưởng đến văn hóa các quốc gia, dân tộc trong vùng văn hóa Á Đông như Việt Nam, Triều Tiên, Nhật Bản. Dưới đây là Danh sách các sinh vật huyền thoại từ thần thoại Trung Quốc (中國 神話 动物 清单/List of Legendary Animals from China), các tác phẩm văn hoc và những câu chuyện khác.
Trong Tây Du Ký có những yêu quái muôn hình muôn dạng, thường là thú cưỡi, cũng có các loài động vật tu luyện thành tinh, đa số đều chung một mong muốn là ăn thịt Đường Tăng để được trường sinh bất lão, sớm tu thành chính quả. Thế giới yêu ma quỷ quái (yêu quái) trong Tây Du Ký rất phong phú và đa dạng, từ những con vật nhỏ bé như rết, nhện, rắn đến những con thú to lớn như hổ, sư tử, tê giác. Trong đó, nam yêu thì được gọi là yêu quái, nữ yêu được gọi là yêu tinh, nam yêu quái có hình dạng vô cùng kinh dị xấu xí, kỳ quái, khi nhắc đến nam yêu thì người ta thường nhắc đến hình dạng nửa người nửa thú, dáng dấp vô cùng ghê tởm, nam yêu quái mục tiêu cuối cùng là ăn thịt Đường Tăng nhưng các nữ yêu tinh lại được ưu ái với dung mạo tuyệt trần.

## Nhóm loài

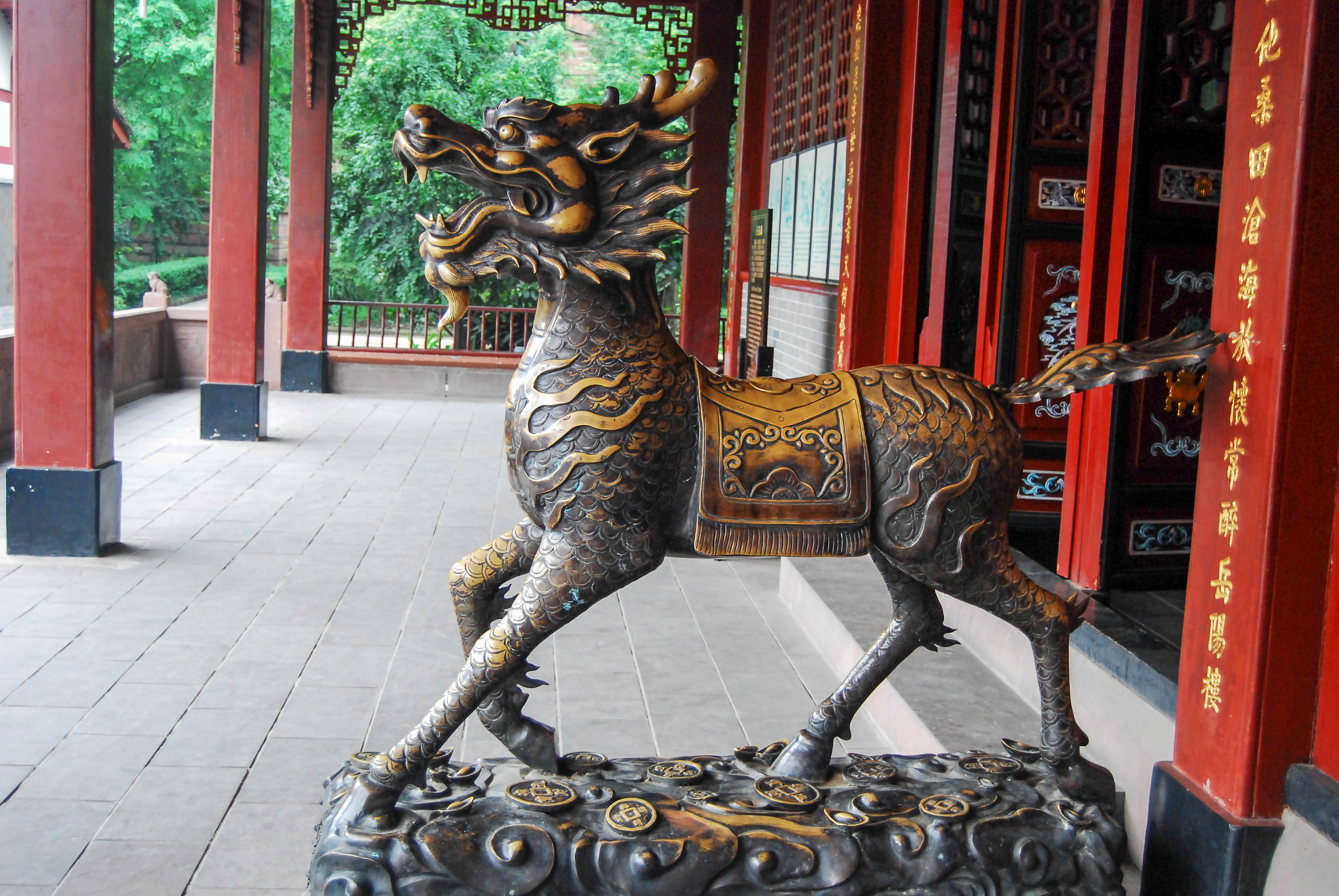
Kỳ Lân Trung Quốc

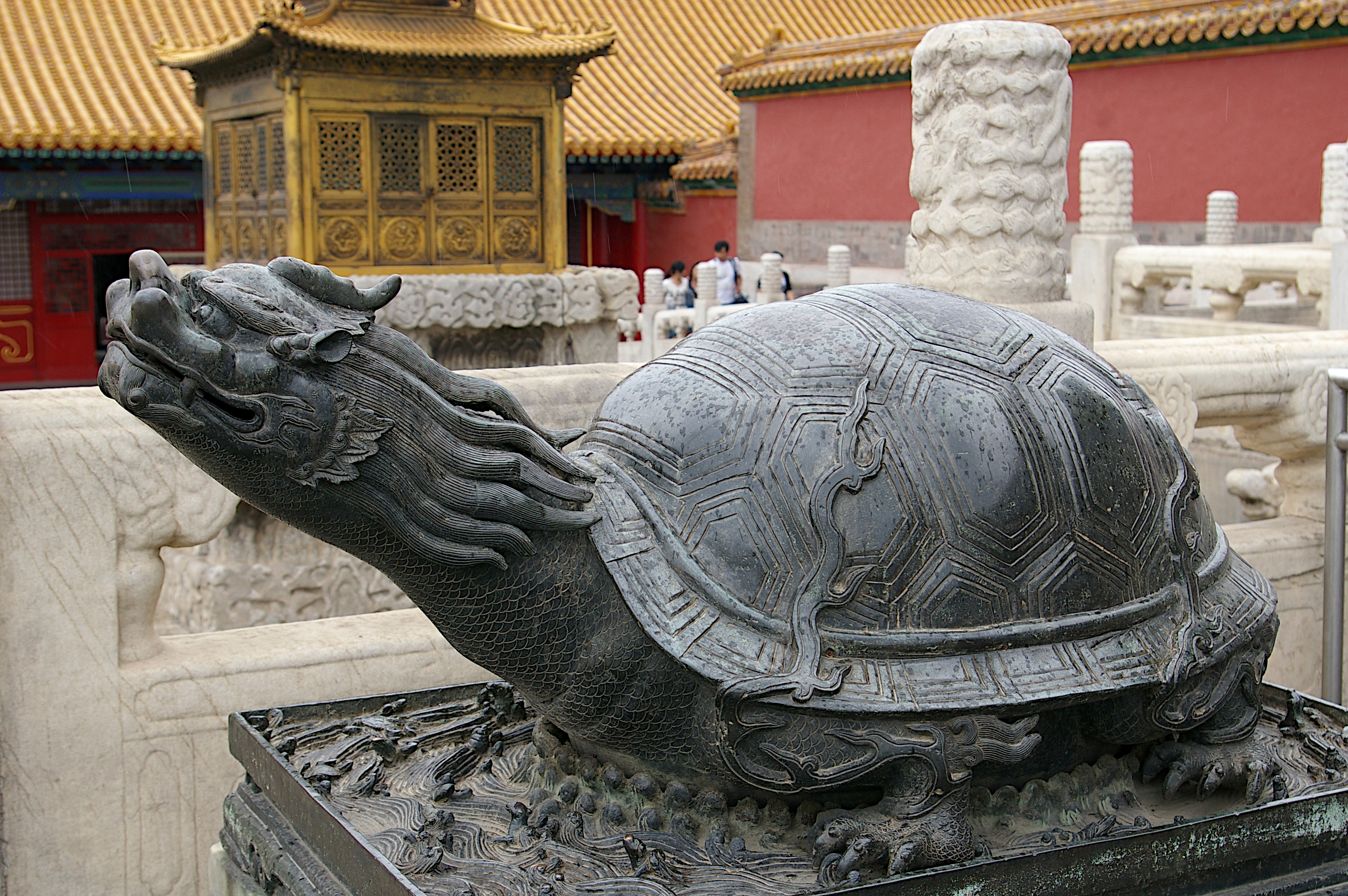
Bí Hí ở Bắc Kinh, Trung Quốc

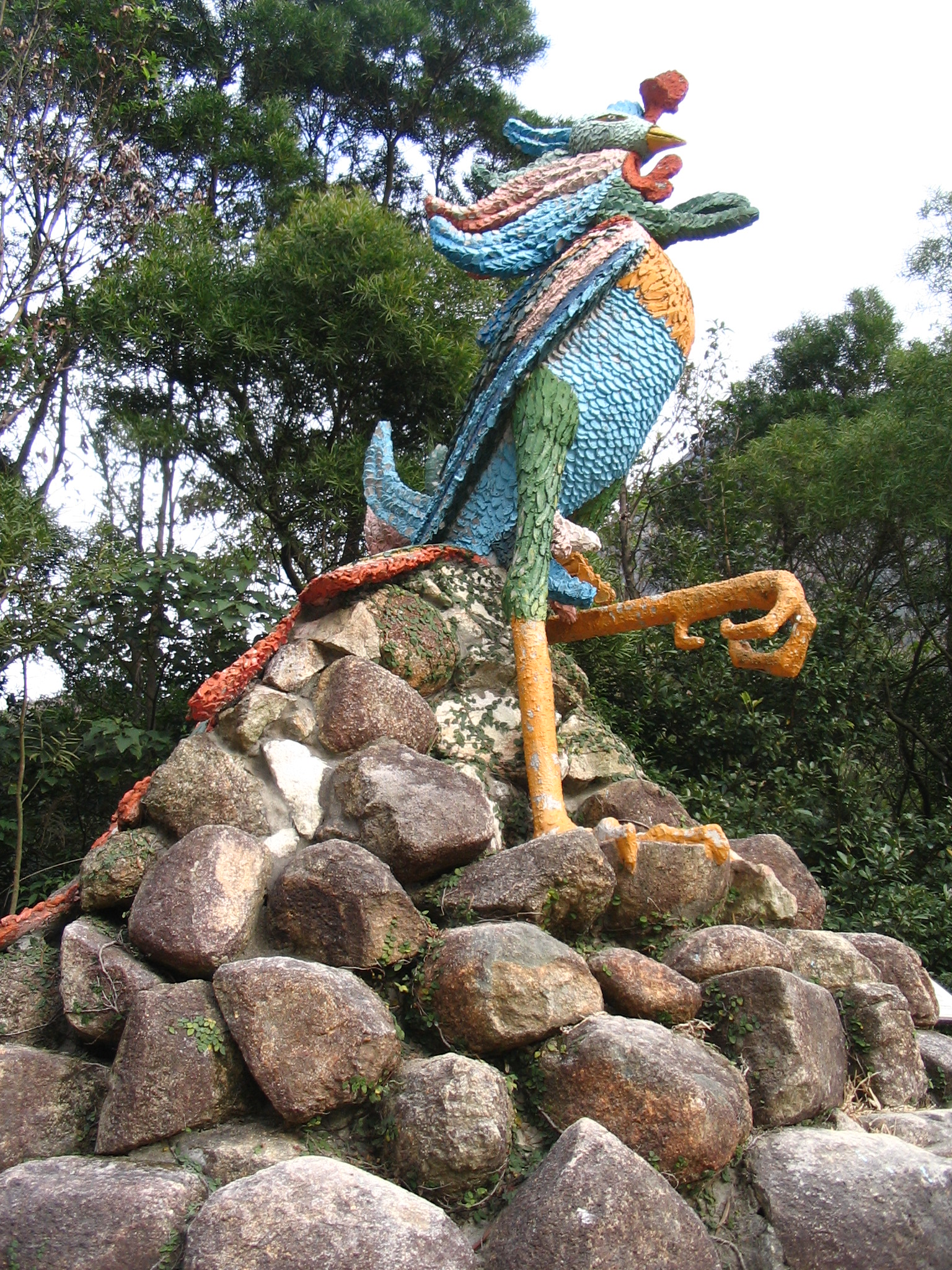
Tượng Phượng Hoàng Trung Quốc

- Tứ linh hay còn gọi là Tứ thụy (bốn loài vật cát tường) là bốn loài linh thú lớn trong thần thoại Trung Hoa và các nước đồng văn, bao gồm Long (rồng), Lân (kỳ lân), Quy (rùa) và Phượng (phượng hoàng).[2] Trong bốn loài thú thì kỳ lân, rồng và phượng, đều là những loài vật trong thần thoại và không có thực. Đây là bốn linh vật có sức mạnh phi thường tượng trưng cho trời đất, bắt nguồn từ tứ linh thần: Thanh Long, Bạch Hổ, Huyền Vũ và Chu Tước. Chúng được người xưa tạo ra từ bốn phương trời, đại diện cho 4 nguyên tố chính của trời đất : lửa, nước, đất và gió. Tứ Linh là biểu trưng của vẻ đẹp cao sang, phú quý, đồng thời cũng là vật phẩm có giá trị phong thủy cao.
- Tứ Thánh Thú (四圣兽) hay Tứ tượng là nhóm bốn động vật biểu thị tinh tượng trên bầu trời bốn vùng lớn Đông Nam Tây Bắc là Đông Long, Nam Điểu, Tây Hổ, Bắc Quy Xà (Vũ); đồng thời cũng là thần linh bốn phương trong thần thoại cổ đại Trung Quốc, là đại diện của bốn phương Đông, Tây, Nam, Bắc, là khái niệm phân biệt với Tứ Linh.[3]. Theo học thuyết ngũ hành dựa theo ngũ hành âm dương phối năm loại màu sắc cho Đông Nam Tây Bắc Trung, tiếp đó phối cho mỗi con thánh thú ở Đông Nam Tây Bắc: Đông Phương Thanh Long (东方青龙), Tây Phương Bạch Hổ (西方白虎), Bắc Phương Huyền Vũ (北方玄武), Nam Phương Chu Tước (南方朱雀). Thời kì Lưỡng Hán, Tứ tượng biến đổi trở thành thần linh mà đạo giáo thờ phụng, vì vậy Tứ Thánh Thú cũng được gọi là Tứ Linh Thú.
- Tứ đại hung thú là bốn loài sinh vật huyền thoại trong thần thoại Trung Hoa gồm Thao Thiết, Cùng Kỳ, Hỗn Độn, Đào Ngột.
- Long sinh cửu tử: Theo truyền thuyết Long sinh Cửu Phẩm, Rồng sinh ra chín người con nhưng không con nào trở thành Rồng. Chín đứa con của Rồng đều là các loài thần thú và có tính cách khác nhau[4], dựa vào tính cách của mỗi con mà dùng trang trí ở những nơi khác nhau như mái hiên, nóc nhà, lan can, vũ khí, chiến thuyền. Các con của rồng được dân gian sử dụng làm linh vật trang trí ở những vị trí, những vật dụng với những ngụ ý đặc biệt khác nhau[5]. Hiện nay, nhìn chung chia làm hai thuyết: Thuyết thứ nhất gồm các con: Bí Hí, Si Vẫn, Bồ Lao, Bệ Ngạn, Thao Thiết, Công Phúc, Nhai Xế, Toan Nghê, Tiêu Đồ. Thuyết thứ hai gồm các con: Tù Ngưu, Nhai Xế, Trào Phong, Bồ Lao, Toan Nghê, Bị Hí, Bệ Ngạn, Phụ Hí, Si Vẫn.
  - Bí Hí (tên khác là Bị Hí, Bá Hạ, Bát Phúc, Thạch Long Quy) là con trưởng của Rồng, có hình dáng thân rùa, đầu rồng, có sức mạnh vượt bậc, chịu được trọng lượng lớn nên thường được chạm khắc trang trí làm bệ đỡ cho các bệ đá, cột đá, bia đá, được gọi là "con rùa đội bia" (rùa đá). Một số người nhầm lẫn khi cho rằng các con vật đội bia ở Văn Miếu Quốc Tử Giám là loài rùa nhưng có thể là Bí Hí vì ngoài đặc tính thích mang vật nặng nó cũng rất thích văn chương nên người xưa dùng nó để đặt bia Tiến sĩ.
  - Li Vẫn là con thứ hai của rồng, còn có tên gọi là Xi Vẫn, Si Vẫn, con Kìm là linh vật có đầu rồng, miệng rồng, thân ngắn, thích ngắm cảnh và thường giúp dân diệt hỏa hoạn nên được chạm khắc làm vật trang trí trên nóc các cung điện cổ, chùa chiền, đền đài ý cầu trấn hỏa, bảo vệ bình yên cho công trình. Nó sống ở biển, có đầu giống hoặc gần như đầu rồng, đuôi, vây, miệng rộng và thân ngắn, mỗi khi nó đập đuôi xuống nước thì nước bắn lên tận trời và mù mịt cả trời đất. Là một linh vật dùng trong trang trí kiến trúc.
  - Bồ lao (蒲牢) là con thứ ba của Rồng sống ở biển, là linh vật thích âm thanh lớn và thích gầm rống, thường được đúc trên quai chuông với mong muốn chiếc chuông được đúc có âm thanh như ý muốn. Người xưa thường đúc trên quai chuông hình Bồ Lao, còn dùi thì làm theo hình cá kình với mong muốn tiếng chuông kêu vang xa.
  - Bệ Ngạn (tên gọi khác là Bệ Lao, Hiến Chương) là con thứ tư của rồng, có hình dáng giống hổ, răng nanh dài và sắc, có sức thị uy lớn. Theo truyền thuyết, bệ ngạn rất thích lý lẽ và có tài cãi lý đòi sự công bằng khi có bất công, nhờ vậy bệ ngạn thường được đặt ở cửa nhà ngục hay pháp đường, ngụ ý răn đe người phạm tội và nhắc nhở mọi người nên sống lương thiện.
  - Thao thiết là con thứ năm của Rồng, là linh vật có đôi mắt to, miệng rộng, dáng vẻ kỳ lạ. Thao thiết tham ăn vô độ, được đúc trên các đồ dùng trong ăn uống như ngụ ý nhắc nhở người ăn đừng háo ăn mà trở nên bất lịch sự. Một số ý kiến cho rằng Thao Thiết thân dê, mắt dưới nách, răng hổ vuốt người, có đầu to cùng miệng lớn. Trong bộ phim Tử chiến Trường Thành (The Great Wall) có mô tả hình tượng của Thao Thiết, được cho là có nguồn gốc từ một thiên thạch, tấn công Trung Hoa mỗi sáu mươi năm một lần, là dựa trên miêu tả này.
  - Công Phúc là con thứ sáu của Rồng là linh vật này thích nước nên được khắc làm vật trang trí ở các công trình hay phương tiện giao thông đường thủy như: cầu, rãnh dẫn nước, đập nước, bến tàu, thuyền bè với mong muốn công phúc luôn tiếp xúc, cai quản, trông coi lượng nước phục vụ cộng đồng.
  - Nhai Xế (tên gọi khác là Nhai Xải, Nhai Tí) là con thứ bảy của Rồng. Linh vật có tính khí hung hăng, thường nổi cơn thịnh nộ và ham sát sinh nên thường được chạm khắc trên các vũ khí như đao, búa, đốc kiếm ngụ ý thị uy, làm tăng thêm sức mạnh và lòng can đảm của các chiến binh nơi trận mạc.
  - Toan Nghê (còn gọi là Kim Nghê) là con thứ tám của Rồng là sinh vật có mình sư tử, đầu rồng, thích sự tĩnh lặng và thường ngồi yên ngắm cảnh khói hương tỏa lên nghi ngút nên được đúc làm vật trang trí trên các lò đốt trầm hương, ngụ ý mong muốn hương thơm của trầm hương luôn tỏa ngát. Ở Việt Nam có sinh vật tương tự là con Nghê là sinh vật được cách điệu hóa từ con chó đá.
  - Tiêu Đồ (hay còn gọi là Thô Phủ) là đứa con thứ chín của rồng, đây là linh vật có tính khí lười biếng, thường cuộn tròn nằm ngủ, không thích có kẻ lạ xâm nhập lãnh địa của mình. Tiêu đồ được khắc trên cánh cửa ra vào, đúng vào vị trí tay cầm khi mở, ngụ ý răn đe kẻ lạ muốn xâm nhập nhằm bảo vệ sự an toàn cho chủ nhà.
  - Tù Ngưu (hay còn có tên gọi khác là Tỳ Hưu, Kỳ Hưu, Tỳ Ngưu, Tu Lì, Tu Lỳ), có hình dạng như một con rồng nhỏ, màu vàng, có sừng như sừng lân. Đây là linh vật giỏi về âm nhạc nên được khắc trên các nhạc cụ, nhạc khí.
  - Trào Phong thích sự nguy hiểm, thích nhìn ra xa nên thường chọn chỗ cao, cheo leo như đầu cột, góc mái của ngôi nhà, điểm cao một số công trình kiến trúc làm chỗ leo trèo hoặc đứng nhìn. Bởi vậy, nó là linh vật thường được chạm khắc trên nóc nhà (thường đặt ở bốn góc mái nhà) với ngụ ý chống hoả hoạn và thị uy kẻ xấu (gần giống với Si Vẫn),, hình tượng Trào Phong trên góc mái còn tượng trưng cho điều tốt lành, may mắn, tạo giá trị trang trí đẹp mắt và uy nghi.
  - Phụ Hí có hình dáng như Rồng, dáng vẻ thanh nhã, thường nằm cuộn mình trên bia đá. Nó rất thích vẻ đẹp của chữ khắc trên các văn bia, nên thường cuộn mình trên đó mà ngắm nghía. Vì vậy, người ta thường khắc một đôi Phụ Hí trên các bia mộ, bài vị với ngụ ý bảo vệ bia mộ.

## Dị thú
Các sinh vật có ngoại hình tổng thể của một con thú bốn chân, các đặc điểm phụ có thể là từ các sinh vật khác nhau:

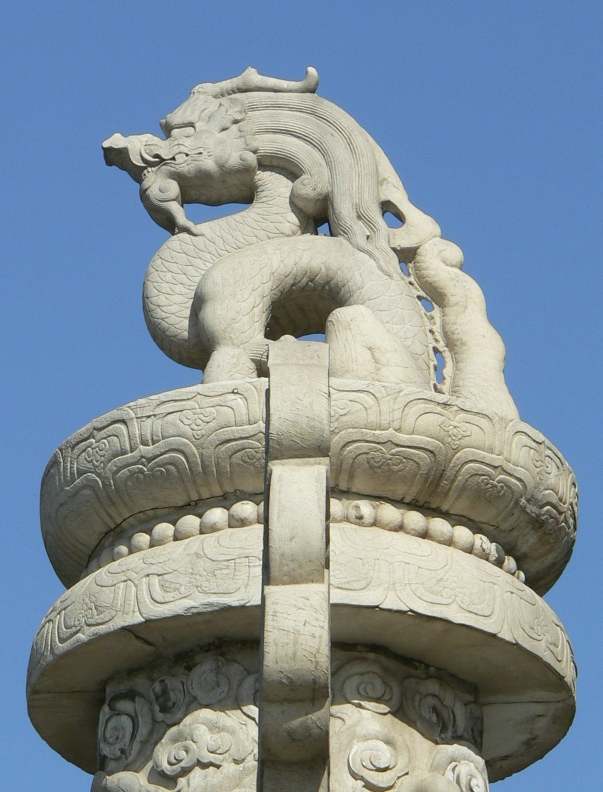
Đặng Long (蹬龙) trên hoa biểu

- Kỳ Lân (麒麟) là sinh vật thần thoại xuất hiện sớm nhất ở trong Hà Đồ Lạc, thần mã được ghi chép trong truyền thuyết. Kỳ lân là Nhân thú (仁兽: Con thú có lòng nhân từ). Trong truyền thuyết của Trung Quốc thì Kỳ Lân được xem là đã trở nên giống như một con hổ sau khi sự biến mất của chúng trong thực tế và được cách điệu theo kiểu hươu cao cổ trong triều đại nhà Minh.[6][7], kỳ lân có đầu nửa rồng nửa thú, đôi khi chỉ có một sừng, do không húc ai bao giờ nên sừng này là hiện thân của từ tâm. Phần nhiều lân có sừng nai, tai chó, trán lạc đà, mắt quỷ, mũi sư tử, miệng rộng, thân ngựa, chân hươu, đuôi bò.
- Tỳ hưu (貔貅) là linh vật có hình dáng gần giống Kỳ Lân nhưng khác là có đôi cánh và thường được thờ phụng với ngụ ý nghĩa mang tới sự tài lộc bình an cho người sở hữu chúng. Có rất nhiều người mua vật phẩm Tỳ Hưu (tượng tạc, trang sức đeo lên người)  như một vật khí phong thủy với mong muốn cầu tìm tài lộc. Nhưng nhà Minh có để Tỳ Hưu rồi cũng khánh tận. Hòa Thân có để Tỳ Hưu to hơn Tỳ Hưu của vua rồi thì cũng bị giết và tài sản cũng bị tịch thu vào tay kẻ khác. Tỳ (lách) là một trong năm tạng, biểu lý với Vị (bao tử). Hưu là hết chức năng. Tỳ Hưu, trong việc cầu tìm tài lộc thì cũng chỉ là một yếu tố.
- Đặng Long (蹬龙) hay còn gọi là Vọng Thiên Hống, Triêu Thiên Hống hay Hống (犼) là một sinh vật huyền thoại trong thần thoại Trung Quốc. Đặng Long có 10 đặc điểm giống động vật: sừng hươu, đầu lạc đà, tai mèo, mắt tôm, miệng lừa, bờm sư tử, cổ rắn, bụng thận, vảy cá chép, chân trước đại bàng và chân sau hổ. Truyền thuyết kể rằng, Đặng Long là một trong những người con của Long vương, có thói quen đứng gác. Thường được đặt trên các cột hoa biểu, do có thói quen ngẩng lên trời mà rống. Cũng có truyền thuyết nói rằng, Quán Thế Âm cưỡi trên Đặng Long, do đó nó có tên là Triêu Thiên Hống.
- Bạch Hổ (白虎) là loài thú đại diện cho phương Tây luôn được nhắc đến cùng với Thanh Long. Hổ là vua của muôn thú, sự uy mãnh và năng lực hàng phục quỷ quái trong truyền thuyết của nó, khiến cho nó trở thành thánh thú thuộc dương. “Vân tùng long, phong tùng hổ”, nó luôn hành động cùng với rồng, rồng và hổ là cộng sự hàng yêu phục ma. Bạch Hổ là Chiến Thần, cũng là thần sát phạt, thánh thú thuộc tính Kim, có sẵn rất nhiều loại thần lực như trừ tà, giải trừ tai họa, cầu sung túc, trừng ác, phát tài làm giàu, hỉ kết lương duyên.

Bảy chòm sao đại biểu cho Bạch Hổ nằm ở phía tây: Khuê, Lâu, Vị, Mão, Tất, Chủy, Sâm. Màu trắng trong ngũ hành đại biểu cho thuộc tính Kim, cho nên gọi nó là Bạch Hổ không phải bởi vì nó là màu trắng, mà là gọi từ trong ngũ hành. Trong suy nghĩ của cổ nhân, hổ là loài động vật vừa đáng sợ lại vừa đáng kính, sự đáng sợ chính là nó có thể sẽ ăn súc vật con người. Bạch Hổ Tinh quân (白虎星) chỉ hung thần, còn hổ đáng kính chính là nó cực kỳ uy mãnh, có thể trừ tà. Trong một số sách cổ cũng có miêu tả tương tự như Phong Tục Thông Nghĩa Tự Điển của Ứng Thiệu thời Đông Hán: “Vẽ hổ ở cửa, quỷ không dám vào”, “Con hổ, vật dương, đứng đầu muôn thú. Có năng lực bắt giữ áp chế nhuệ khí, cắn ăn quỷ mị. Người thời nay đột nhiên gặp xấu, đun da hổ uống. Chạm vuốt nó, cũng có thể trừ ác. Nghiệm đúng như vậy”.

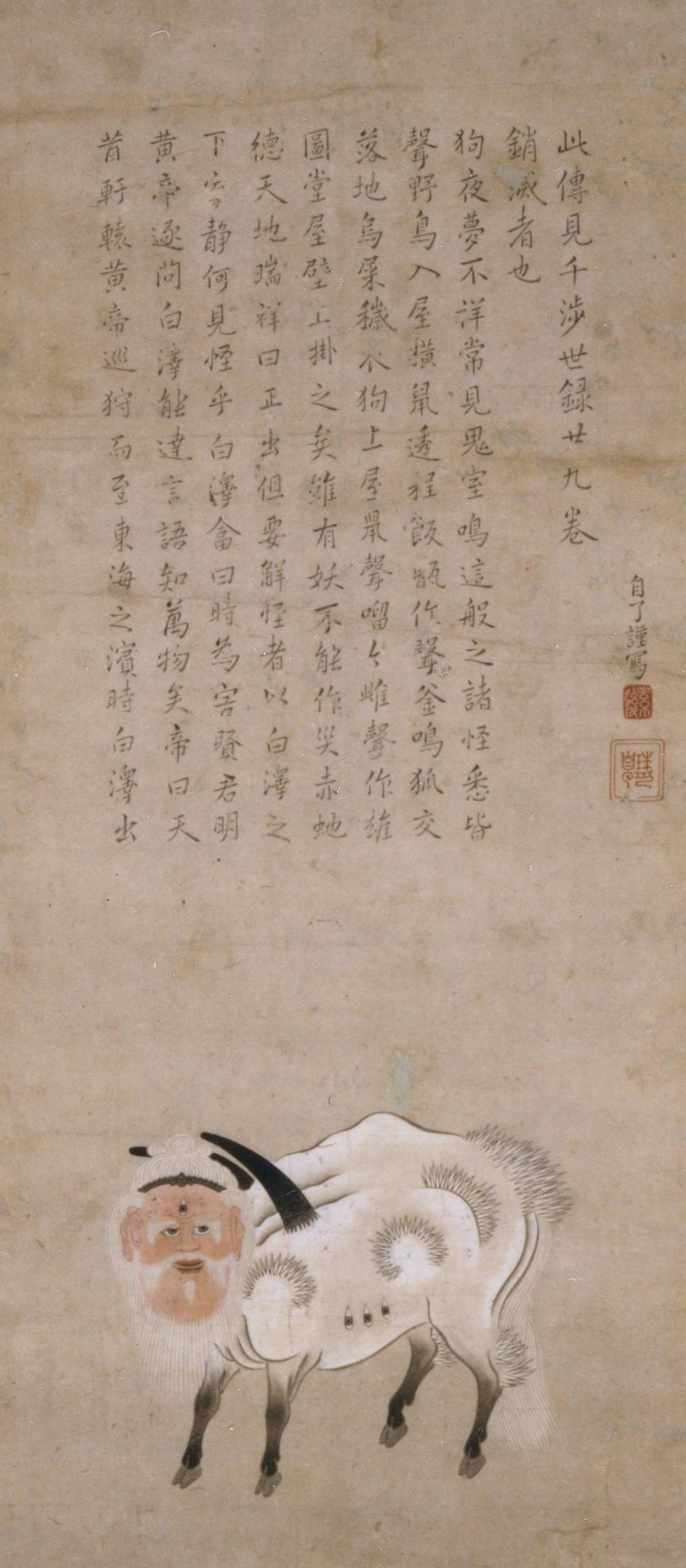
Mô tả và ghi chép về sinh vật Bạch trạch (白澤)

- Bạch trạch (白澤) là một loài linh vật trong thần thoại Trung Hoa và Á Đông. Tên "Bạch trạch" mang nghĩa là "đầm lầy trắng". Theo truyền thuyết, Hoàng Đế đã gặp Bạch trạch khi ông đang trên đường vi hành ở các vùng lãnh thổ phía Đông của mình. Khi gặp Hoàng Đế, Bạch trạch đã giới thiệu cho ông biết thông tin về 11.520 loài linh thú và quái vật trong tự nhiên cũng như cách phòng chống sự quấy nhiễu và xâm hại của chúng. Tất cả những chỉ dẫn này đều được ghi lại trong một tác phẩm gọi là Bạch trạch đồ (白泽图/白澤圖, Bái Zé Tǘ)
- Giải trãi (獬豸) có hình dáng như một con vật kết hợp giữa dê (sơn dương) và kỳ lân và được xem là biểu tượng công lý. Theo truyền thuyết Trung Quốc, vào triều đại nhà Đường, khi một người phạm trọng tội, Giải trãi sẽ ngay lập tức xuất hiện, nhe chiếc nanh dài, cặp sừng sắc nhọn để nhai sống phạm nhân hoặc húc họ cho đến chết. Nghe có vẻ đáng sợ nhưng nếu người nào bị khép tội oan, Giải trãi sẽ bảo vệ, khẩn cầu sự giải thoát cho họ. Vì vậy, ở Trung Quốc thời xưa, ở mỗi công đường đều có hai con Giải trãi ngự ở hai bên.
- Niên thú (年兽/年獸) là một con quái vật trong truyền thuyết cổ xưa với hình dáng là một con rồng khổng lồ, có 4 chân và sống ở trên núi. Niên luôn là cơn ác mộng của mọi người mỗi khi đêm về vì nó sẽ đến bắt sống dân làng và ăn thịt. Ai cũng cố hết sức để có thể chống lại nó nhưng đều vô ích. Ông Trời đã nhìn thấu cảnh ngộ dưới trần gian nên đã thu phục con quái này và xích nó trong núi nhưng, con quái vật lại thoát ra, dân làng đã tập hợp lại và bàn cách đối phó với con quái vật tàn ác này.

Họ sơn tường ở tất cả mọi nơi thành màu đỏ và dán lên trên cửa hình ảnh của các vị thánh rồi chuẩn bị pháo đỏ, vung nồi để tạo tiếng ồn. ban đêm con quái vật lại mò đến làng, dân làng đem pháo ra đốt, đem chiêng, vung ra gõ khiến con quái vật đinh tai nhức óc. Màu đỏ bao phủ quanh khu làng cùng với hình ảnh hai vị thánh dán khắp nơi gợi lại ký ức hãi hùng năm xưa khiến nó không chịu nổi mà phải chạy trốn lên núi. Hiện nay, cứ đến mùa lễ tết và Trung thu hàng năm, người dân Trung Quốc lại biểu diễn múa lân, đánh trống, đốt pháo hoa để mô phỏng lại cuộc chiến đấu với con quái thú này.
- Long Mã (龍馬/Longma) là sinh vật truyền thuyết có hình dáng một con ngựa có cánh với vảy kỳ lân và đầu rồng trong thần thoại Trung Quốc, có ảnh hưởng đến văn hóa Việt Nam. Đó là một linh vật kết hợp giữa rồng và ngựa[9]. Long Mã là con vật thiêng trong huyền thoại và gắn liền với truyền thuyết tối cổ của nền văn minh Hoa Hạ[10].. Tương truyền ở thời Phục Hy xuất hiện loài thần thú thân ngựa đầu rồng, mọc ra hai cánh, cao tám thước năm tấc, thân xấp vảy rồng, lăng ba đạp thủy, như giẫm trên đất bằng, lưng có vẽ những vết chấm. Từ sông Hoàng Hà vào tới sông Đồ Hà, mọi người gọi là Long Mã (龙马), đầu rồng, thân ngựa, có vảy, có cánh, Kỳ Lân thành niên mới có cánh, chính là “Long Mã phụ đồ 龙马负图”. Mỗi lần Kỳ Lân xuất hiện đều là một thời kì đặc biệt.

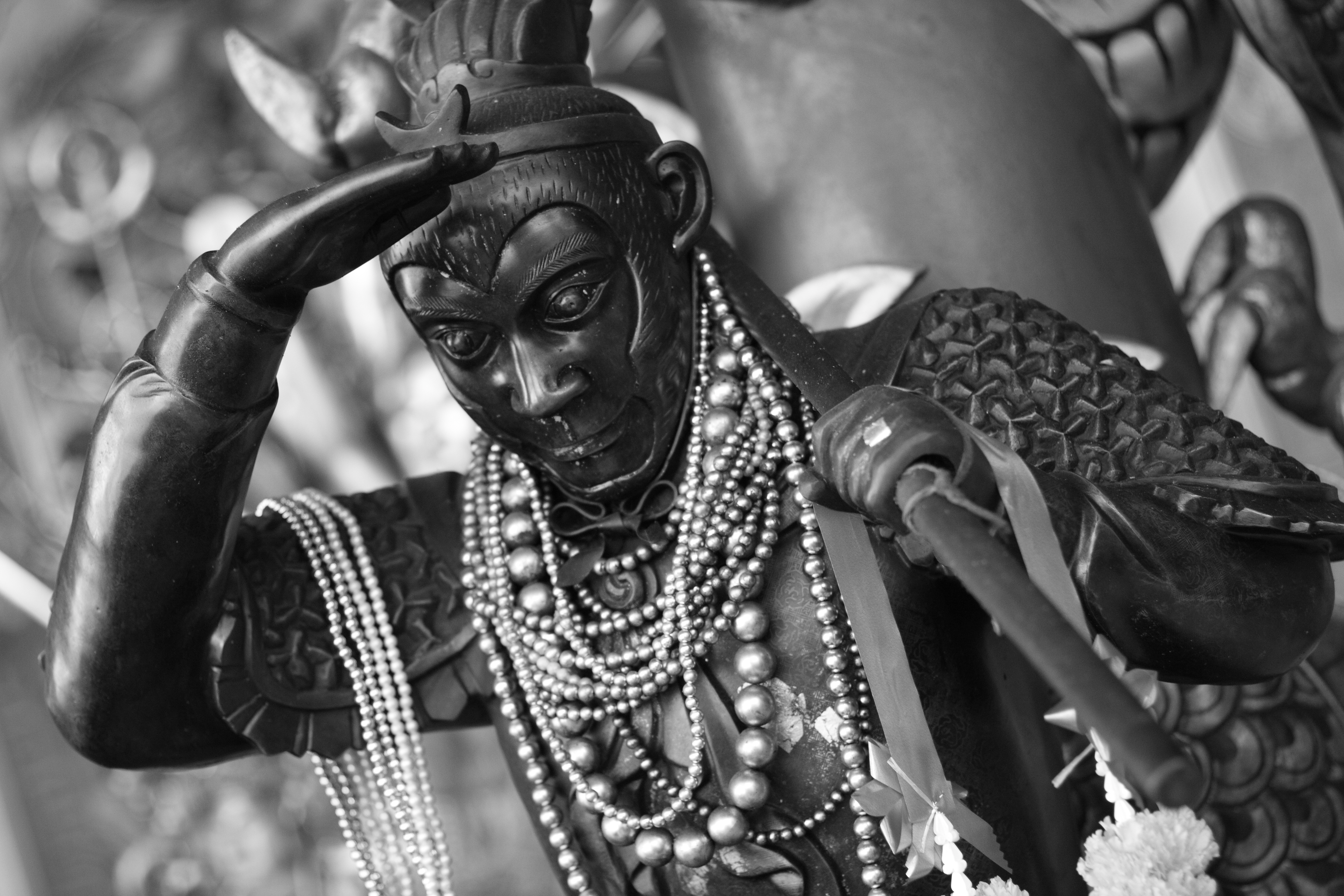
Tượng Tôn Ngộ Không ở Thái Lan

Tượng Trư Bát Giới

- Tôn Ngộ Không: Là một sinh vật huyền thoại nổi tiếng bậc nhất trong thần thoại Trung Quốc thông qua tác phẩm Tây Du Ký. Được mô tả là một con khỉ lông vàng sinh ra từ tảng đá và sau này học được thần thông với 72 phép biến hóa. Tôn Ngộ Không được biết đến nhiều nhất là Lục Tiểu Linh Đồng đóng.
- Trư Bát Giới hay Trư Ngộ Năng là đồ đệ thứ hai đã phò tá Đường Tăng đi thỉnh kinh ở Tây Thiên trong tiểu thuyết Tây du ký. Trư Bát Giới là nhân vật được nhiều người biết đến với hình dạng nửa người, nửa heo, học được 36 trong số 108 phép thiên cương địa sát của Đạo giáo, Vũ khí của Bát Giới là cây bồ cào (cào cửu xỉ) được luyện ở Thiên Đình. Bát Giới là biểu tượng cho dục vọng của con người[11].
- Bạch Long Mã hay Tiểu Bạch Long là con của Tây Hải Long Vương (em Đông Hải Long Vương) là đồ đệ thứ tư của Đường Tăng đi thỉnh kinh ở Tây Thiên trong tiểu thuyết Tây du ký của Ngô Thừa Ân. Trong tiểu thuyết này, Bạch Long Mã dưới hình hài của một con ngựa trắng, chở Tam Tạng đi lấy kinh. Với một tiểu thuyết đậm chất Phật giáo như Tây Du Ký, thì Bạch Long mã phảng phất những hình ảnh của Phật giáo, nó dường như là hiện thân của con ngựa Kiền Trắc khi chở Tất Đạt Đa, con ngựa này cùng một cặp với con khỉ Tôn Ngộ Không liên tưởng đến hình ảnh tâm viên ý mã, một triết lý sâu xa của Phật giáo. Hồi 100, khi Tam Tạng tâu với Lý Thế Dân đã nêu rõ chức phẩm được phong của từng đồ đệ. Như vậy, Tiểu Bạch Long được phong Bát Bộ Thiên Long Quảng Lực Bồ Tát[12].
- Ngưu Ma Vương (牛魔王) có hiệu là Bình Thiên Đại Thánh, hơn 500 trước từng cùng Tôn Ngộ Không và 6 yêu quái nữa kết bái huynh đệ. Với chân thân là một con trâu nên Ngư Ma Vương có bề ngoài to lớn, lực lưỡng hơn thế nữa còn tinh thông 72 phép thần thông biến hóa, cộng thêm vũ khí vô cùng lợi hại là cây đinh ba (ba chỉa) to lớn, về sực mạnh thì chẳng thua kém gì Tôn Ngộ Không[13] Ngưu Ma Vương có vợ là Thiết Phiến công chúa có bảo bối là cây quạt ba tiêu, có con là Hồng Hài Nhi và có thiếp là Ngọc Diện Công Chúa vốn là một con hồ ly tinh ở núi Tích Lôi.
- Hao Thiên Khuyển hay Hạo Thiên Khuyển à một con chó mực của Nhị lang thần Dương Tiễn trong thần thoại Trung Hoa, vốn là chó kéo xe của Viêm Đế nay thuộc sở hữu của Nhị lang thần, con chó này phò trợ cho Nhị lang thần diệt yêu trừ ma. Hao Thiên Khuyển chính là một trong những pháp bảo nổi tiếng của Nhị lang thần và là nỗi hãi hùng của biết bao yêu ma quỷ quái. Trong Tây du ký, khi đánh nhau với Tôn Ngộ Không, Nhị lang thần đã thả Hao Thiên Khuyển rượt bắt Ngộ Không. Hao Thiên khuyển cũng được đề cập đến trong Bảo Liên Đăng hay Bát Tiên. Nhìn chung, Hao Thiên Khuyển luôn đi kèm với Nhị lang thần.

Hình minh họa cửu vĩ hồ của Sơn hải kinh, bạn của Tây Vương Mẫu

- Cửu vĩ hồ: Trong văn hóa dân gian Trung Hoa Cửu Vĩ Thiên Hồ thông thường gọi Cáo chín đuôi hay Hồ ly chín đuôi, yêu quái này là cái tên được nhắc đến rất nhiều, gắn liền với các mỹ nhân. Hình tượng nổi tiếng nhất của Cửu Vĩ Hồ có lẽ là lần xuất hiện trong tiểu thuyết Phong thần diễn nghĩa, theo đó nó là một yêu tinh, do Nữ Oa kiểm soát và được ra lệnh mê hoặc Trụ Vương của nhà Thương. Cửu Vĩ Hồ đã chiếm hữu thân thể Đát Kỷ và buộc nàng phải làm theo lệnh. Cuối cùng, Đát Kỷ bị Khương Tử Nha giết chết còn Cửu Vĩ Hồ đã bị Nữ Oa trừng phạt do nó đã làm những việc tàn ác và đã không tuân theo mệnh lệnh ban đầu là mê hoặc Trụ vương song không làm hại những người khác[14].
- Hồ ly tinh Cửu Vĩ Hồ trong Tây Du Ký là yêu quái này trú tại động Áp Long ở Áp Long Sơn, được Kim Giác và Ngân Giác nhận là nghĩa mẫu (mẹ) và rất được kính hiếu, được tặng Hoàng Kim Thưng (dây thường hoàng kim). Khi bắt được thầy trò Đường Tăng, Kim Giác và Ngân Giác  mời nghĩa mẫu đến để cùng thưởng thức. Tôn Ngộ Không đã đánh chết hai tên lâu la, sau đó dùng chân thân và một cọng lông biến thành hai yêu quái đến động Áp Long mời dùm. Cửu Vĩ Hồ vô tình bị kéo vào câu chuyện và khi còn chưa biết được hình dáng Đường Tăng như thế nào thì đã bị Tôn Ngộ Không đánh chết khi trên đường đến núi Bình Đỉnh, đây là một trong số những yêu quái đen đủi vì đang yên đang lành tự nhiên bị chết vì lòng hiếu thảo của các con nuôi[14].
- Thỏ ngọc (玉兔/Ngọc Thố) là một loài vật huyền thoại sống trên cung trăng, chỉ xuất hiện vào ngày rằm tháng tám, truyền thuyết này bắt nguồn từ thời kỳ Chiến quốc. Thỏ Ngọc là người bạn luôn đồng hành bên nàng Hằng Nga và thường dùng cái chày để giã thuốc trường sinh và trông coi cung trăng. Ngọc Thố Tinh vốn là Thỏ ngọc của Hằng Nga tiên tử, yêu nữ này vì thấy Đường Tăng tướng mạo tuấn tú, bèn đóng giả làm công chúa để được thành thân với vị hòa thượng.
- Sư tử đá còn gọi là Thạch sư (石獅) hay Phúc cẩu là một biểu tượng con sư tử được tác bằng đá và được sử dụng phổ biến ở Trung Quốc ngoài ra nó còn được phổ biến một cách rộng rãi tại Việt Nam, chữ Sư (獅/Shi trong Hán tự) có gốc từ tiếng Ba Tư là từ Shiar (شیر) chỉ sư tử[15]. Sư tử đá xuất hiện khoảng 3.000 năm[16]. Trung Quốc du nhập sư tử đá vào lãnh thổ và biến nó thành linh vật để canh mộ, đôi sư tử đá trước điện Thái Hòa là biểu tượng cho quyền uy của các vua chúa Minh và Thanh. Sư tử đá được phổ biến rộng rãi tại Trung Quốc, chúng dùng để đặt trước những lăng mộ, cũng có những cặp sư tử to được đặt ngay ở Thiên An Môn, ngày nay nằm dưới ảnh Mao Trạch Đông. Đặc điểm chung của sư tử đá canh mộ của Trung Quốc mang hình thức dữ dằn, gân guốc với dáng vẻ đe dọa[16].

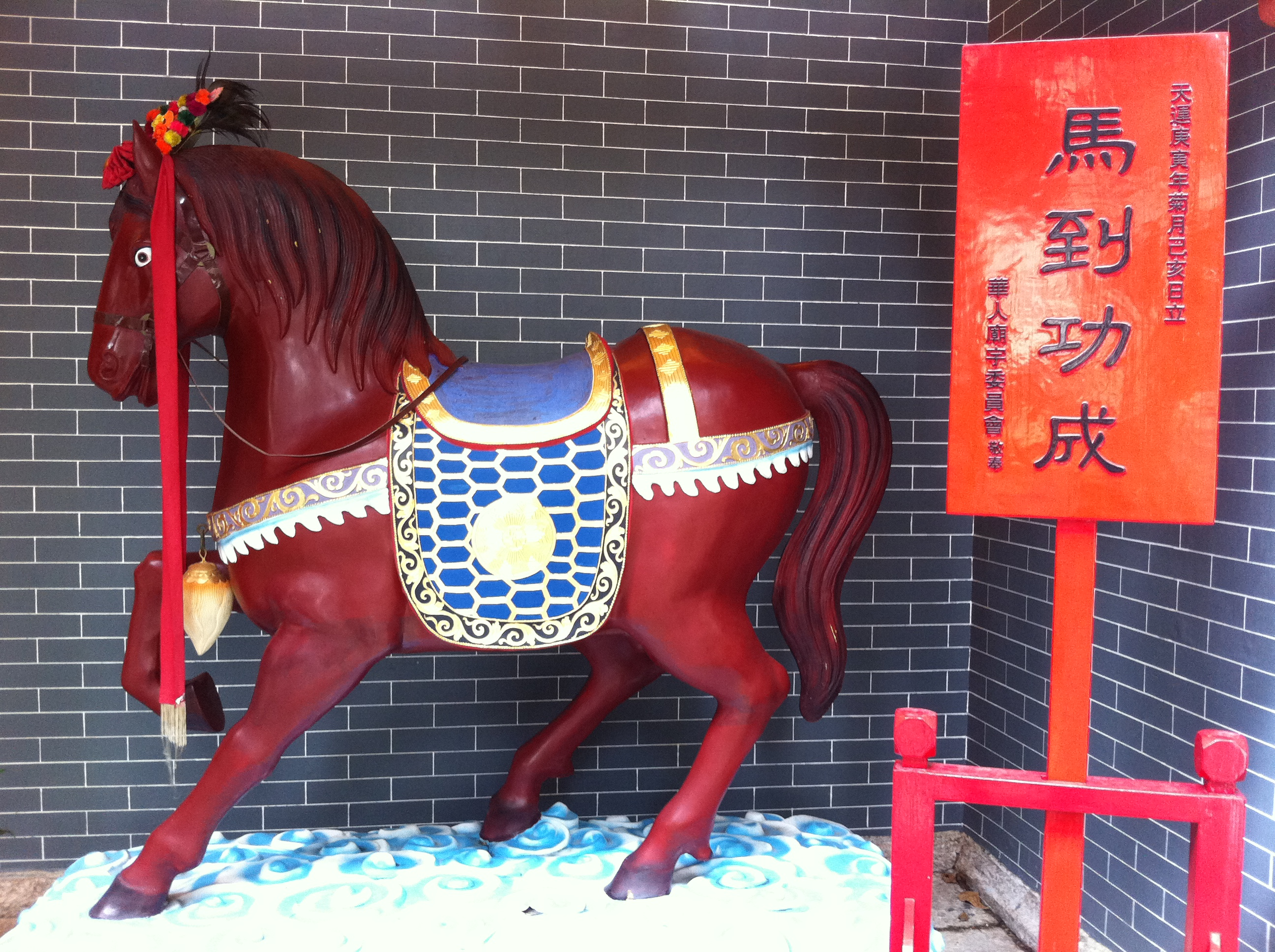
Ngựa xích thố

- Ngựa Xích Thố (赤兔馬/赤兔马) là một con chiến mã nổi tiếng của Lã Bố và trong tiểu thuyết Tam quốc diễn nghĩa, trong văn hóa dân gian gắn liền với hình tượng nhân vật Quan Vũ. Ngựa Xích Thố được nhắc đến trong tiểu sử của Lữ Bố (Lữ Bố truyện) trong Tam quốc chí của Trần Thọ (thế kỷ thứ 3), và Hậu Hán thư của Phạm Diệp (thế kỷ thứ 5). Vào năm 193, Lữ Bố đã cưỡi con ngựa này khi giúp Viên Thiệu đánh bại Trương Yên. Xích Thố được cho là một con ngựa hay, chạy nhanh như bay, vượt mọi địa hình,[17] thậm chí có thể nhảy qua hào. Tào Man Truyện (khuyết danh) viết rằng: vì thế người đương thời có câu: "Nhân trung Lữ Bố, mã trung Xích Thố" (Người có Lữ Bố, ngựa có Xích Thố). Trong Tam quốc diễn nghĩa, ngựa Xích Thố ban đầu của nhân vật Đổng Trác, sau đó Đổng Trác tặng lại cho nhân vật Lữ Bố. Con ngựa này dài một trượng, cao tám thước, màu đỏ rực như lửa, tuyệt không có một sợi lông tạp, ngày đi ngàn dặm, trèo non vượt suối dễ dàng.
- Ngọc Thử Tinh (Chuột Tinh): Nữ yêu quái xinh đẹp nhất trong tây du ký đó chính là Chuột Tinh. Trong tập 22 Tây du ký: Bốn lần xuống động không đáy, thầy trò Đường Tăng gặp phải yêu quái Ngọc Thử Tinh, vốn là con gái nuôi của Tháp Tháp Lý Thiên Vương trên thiên đình. Ngọc Thử Tinh sở hữu nhan sắc xinh đẹp thậm chí khiến vài vị lạt ma cũng không thoát khỏi việc bị quyến rũ mà mất mạng. Cô ta hóa thân thành một thôn nữ bị bắt cóc hòng tiếp cận Đường Tăng. Lúc đầu, Ngọc Thử Tinh muốn kết hôn cùng vị hòa thượng nên đã đưa Đường Tăng về Động Không Đáy của mình. Sau khi bị Tôn Ngộ Không và Na Tra thái tử phá hủy động, Ngọc Thử Tinh tức giận định ăn thịt Đường Tăng[18].
- Hoàng Phong Quái là yêu quái trong Tây Du Ký, vốn là con chuột đắc đạo ở Linh Sơn (hay là một con chồn lông vàng ở Linh Sơn Tây Thiên), do uống được dầu trong chén lưu ly của Phật tổ mà thành tinh, trốn xuống trần. Chính nó đã thổi trận gió vàng Tam Muội Thần Phong (ngọn gió vàng) làm Ngộ Không bị mù mắt mà cuối cùng phải nhờ tới hộ pháp Già Lam chữa mắt và nhờ Linh Cát Bồ Tát thu phục con yêu quái. Hoàng Phong Quái sở hữu Tam Muội Thần Phong là ngọn gió nguy hiểm nhất trong Tam Giới, cũng giống như Tam Muội Chân Hỏa là ngọn lửa lợi hại nhất. Già Lam còn gọi Hoàng Phong Quái là Đại Thánh. Cuối cùng nhờ có Linh Cát Bồ Tát thu phục, thầy trò Đường Tăng mới thoát kiếp nạn[18].
- Thanh Ngưu Quái còn được biết tới với tên gọi khác là Độc Giác Tỷ, trú ở núi và động Kim Đâu. Yêu quái này vốn là con trâu xanh là vật cưỡi của Thái Thượng Lão Quân, mặc dù Thanh Ngưu Quái luôn miệng nói muốn ăn thịt Đường Tăng nhưng thực tế lại không làm gì cả, con trâu xanh này thực chất là muốn thay chủ nhân ra oai, nó căn bản không muốn ăn thịt Đường Tăng. Ngay cả khi được tự do tự tại nơi trần thế, Thanh Ngưu Quái vẫn giữ bản tính "ăn cỏ". Độc Giác Tỷ có món vũ khí tên là Kim Cang Trát, có thể hút lấy gậy Kim Cô của Tôn Ngộ Không. Khi Đại Thánh nhờ các thiên binh thiên tướng tới giúp, toàn bộ vũ khí, bảo vật trên thiên đình cũng không địch lại vòng kim cương. Ngay cả lửa của Hỏa Đức tinh quân, nước của Thủy Đức tinh quân, hột kim đơn sa của Phật cũng đều bị nó hút mất[19].

## Dị điểu
Các sinh vật có ngoại hình tổng thể của một con chim (có cánh, hai chân, có mỏ, lông vũ), các đặc điểm phụ có thể là từ các sinh vật khác:

Tinh Vệ - minh họa trong Tam tài đồ hội

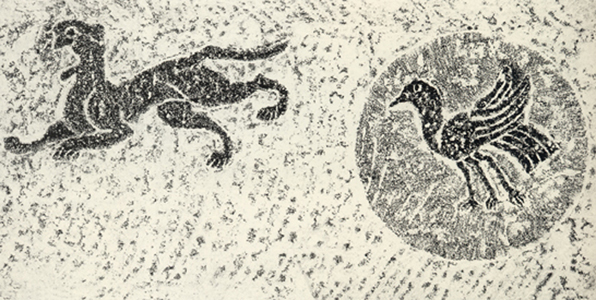
Tranh tường từ thời nhà Hán tìm thấy ở tỉnh Hà Nam, miêu tả một con quạ ba chân

- Phượng Hoàng (凤皇) là tên gọi khác của Phụng Hoàng (凤凰) con trống gọi là Phượng/Phụng (凤) con mái gọi là Hoàng (凰) ở Việt Nam thì gọi là Loan (鸾/鸞) phỏng theo loài Trĩ vàng (金鶏/Kim Trĩ). Phượng hoàng nằm trong Tứ linh. Phượng Hoàng là vua của muôn chim, Bản Thảo Cương Mục của Lý Thời Trân miêu tả Phượng Hoàng: “Vũ trùng ba trăm mà có sáu mươi là Phượng đứng đầu.” Thời cổ đại lấy trùng (虫) làm tên gọi chung của động vật. Cơ thể động vật có lông vũ (tức loài chim) gọi là vũ trùng (羽虫). Phượng Hoàng là Chu Điểu (tức Chu Tước) của phương nam, tượng trưng cho đức hạnh và điềm lành.
- Cửu Phụng (九鳳/Phượng chín đầu) hay cửu đầu điểu (九頭鳥) là sinh vật từng được thờ cúng như một vị thần của người dân cổ đại của tỉnh Hồ Bắc, Cửu phụng được coi là một con phượng hoàng, nhưng đây cũng chính là sinh vật đáng sợ nhất trong tất cả những truyền thuyết về con quái vật mang hình dáng chim. Theo truyền thuyết Trung Quốc, lý do ai ai cũng sợ con phượng hoàng này đó chính là nó có đến 9 cái đầu. Cửu phụng được tôn kính như một con vật linh thiêng trong thời gian từ năm 475-221 trước Công nguyên ở thời nhà Chu[20]. Loài chim này có siêu năng lực có thể biến khuôn mặt của nó sao cho giống y hệt con người. Nó sẽ trưng bộ mặt đấy bay đi khắp nơi và theo dõi họ.
- Chu Tước (朱雀) còn được gọi là Huyền Điểu (玄鸟), cách gọi Huyền Điểu được ghi chép ở trong Thi Kinh phần Thương Tụng tại mục Huyền Điểu: “Thiên mệnh Huyền Điểu, hàng nhi sinh Thương, tha Ân thổ mang mang. Cổ đế mệnh vũ thang, chính vực bỉ tứ phương” có ý là triều đại Ân Thương nói tổ tiên của mình, Tiết (契) là do Huyền Điểu sinh ra, do đó lập nên nhà Thương cường đại, Huyền Điểu cũng liền trở thành thủy tổ của dân Thương. Chu Tước là một trong Tứ Thánh thú, đại diện cho phương Nam.
- Quạ ba chân hay còn gọi là Tam túc ô (三足乌) trong truyền thuyết Hậu Nghệ nói đến cũng là câu chuyện của Chu Tước, truyền thuyết kể rằng mười con Quạ ba chân đậu trên cây phù tang đứng sừng sững ở bên bờ Đông Hải, chúng nó đều là con trai của Đông Phương Thần Đế Tuấn, mỗi ngày thay phiên bay lên trời ngao du nô đùa, ánh sáng mà Quạ ba chân phát ra chính là mặt trời mà mọi người nhìn thấy. Về sau có một ngày, các Quạ ba chân không nghe theo chỉ thị của Đông Phương Thần, cùng nhau chạy lên trời chơi đùa. Giữa bầu trời lập tức xuất hiện mười mặt trời, cây cỏ trên đất đều bị đốt cháy khét, mọi người vì trốn tránh sự nóng bức không thể làm gì khác hơn là sống ở trong sơn động, buổi tối mới đi ra ngoài tìm kiếm thức ăn.
- Chim bằng hay Đại bàng (大鵬) là một loài chim trong truyền thuyết có kích thước lớn và hình dạng có nhiều điểm giống một số loài ưng. Thiên thứ nhất của Nam Hoa kinh, Tiêu dao du: "Biển bắc có con cá tên là Côn, lớn không biết mấy ngàn dặm. Nó biến thành con chim tên là Bằng, lưng của con chim Bằng lớn cũng không biết mấy ngàn dặm. Khi con chim Bằng ấy vỗ cánh bay lên cao, hai cánh nó lớn như đám mây che cả bầu trời. Loài chim ấy, khi biển động, sóng lớn gầm gào, nó liền chuyển về biển nam. Chỗ biển nam ấy là một cái ao vĩ đại do thiên nhiên tạo thành". Theo thiên Tiêu dao du trong sách Trang Tử (Nam Hoa Kinh) có truyện ngụ ngôn kể rằng chim bằng là một giống chim to lớn, đập cánh làm động nước trong ba ngàn dặm, cưỡi gió mà bay lên chín ngàn dặm.
- Tinh Vệ (精卫) một giống chim nhỏ mỏ đỏ chân trắng có hình dáng giống con quạ thường sinh sống ở các vùng duyên hải Viễn Đông, giống chim này chuyên đi gắp những hạt cát nhỏ rồi bay ra biển thả xuống. Thần thoại Trung Hoa có nhắc đến Tinh Vệ là tên con gái của Viêm Đế, một lần Tinh Vệ ra Đông Hải chơi chẳng may thuyền bị sóng đánh đắm mà chết đuối. Linh hồn nàng oán hận biển cả nên hóa thành một con chim xinh đẹp, ngày ngày nàng bay đến núi Tây ngậm đá mang thả xuống hòng lấp biển để trả thù. Từ đấy nhân gian gọi luôn giống chim này là Tinh Vệ, nghĩa bóng người ta dùng điển tích chim Tinh Vệ ngậm đá để lấp biển (精衛填海; Tinh Vệ điền hải), chỉ việc oán thù sâu xa.

## Dạng khác
Các sinh vật có ngoại hình tổng thể của một con bò sát (rắn, rùa, thằn lằn, cá sấu) có vảy, các đặc điểm phụ có thể là từ các sinh vật khác:

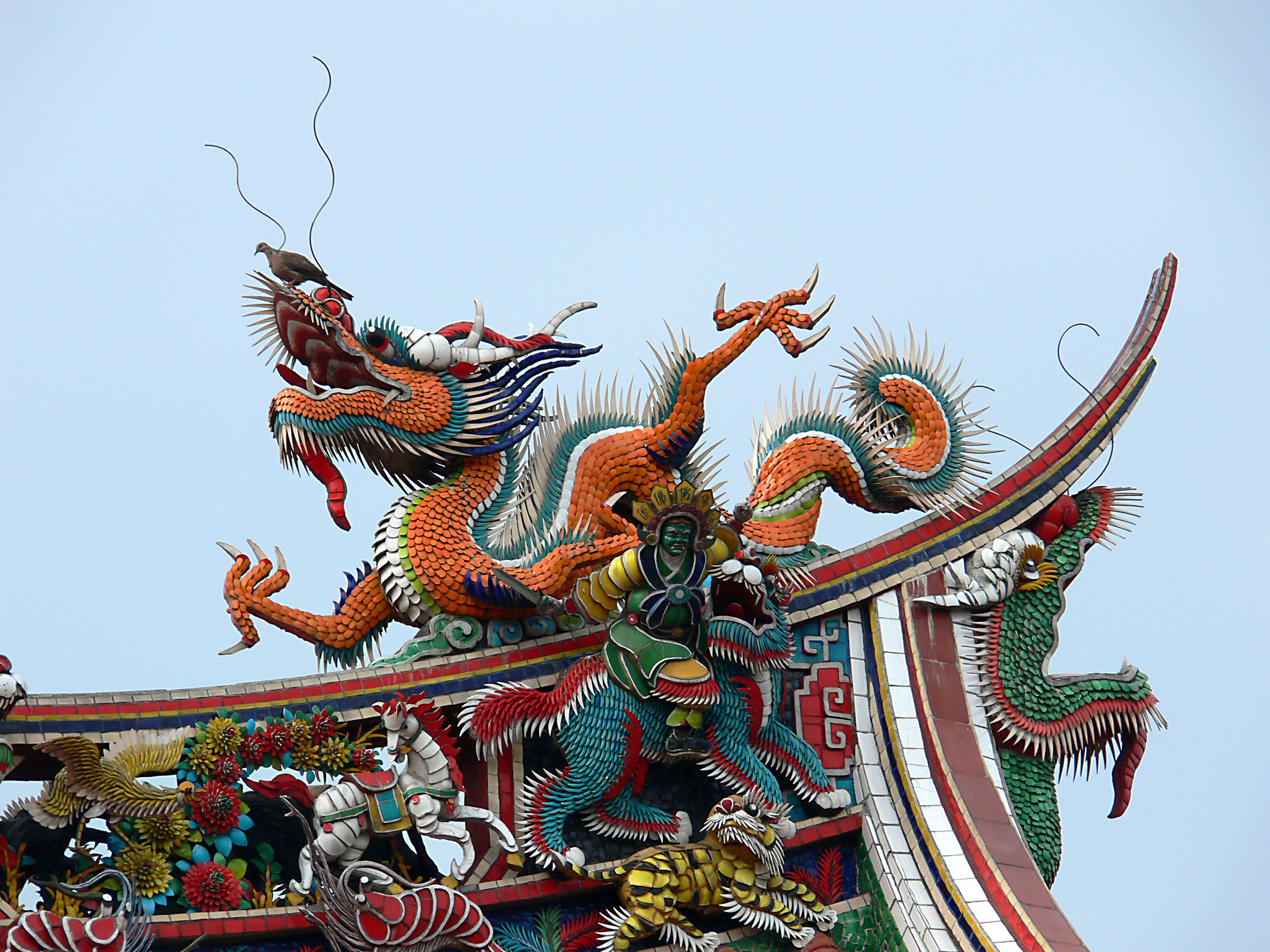
Rồng kiểu Trung Hoa trên một ngôi chùa ở Trung Quốc, có đầu và mõm khá dài, mũi nhỏ so với Rồng Việt.

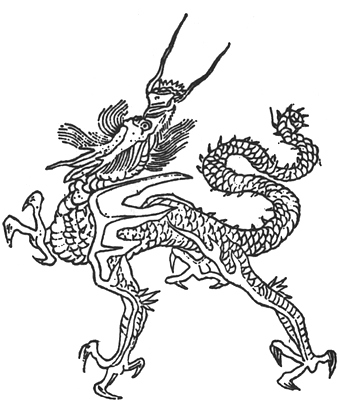
Ứng Long (應龍) trong Sơn Hải Kinh

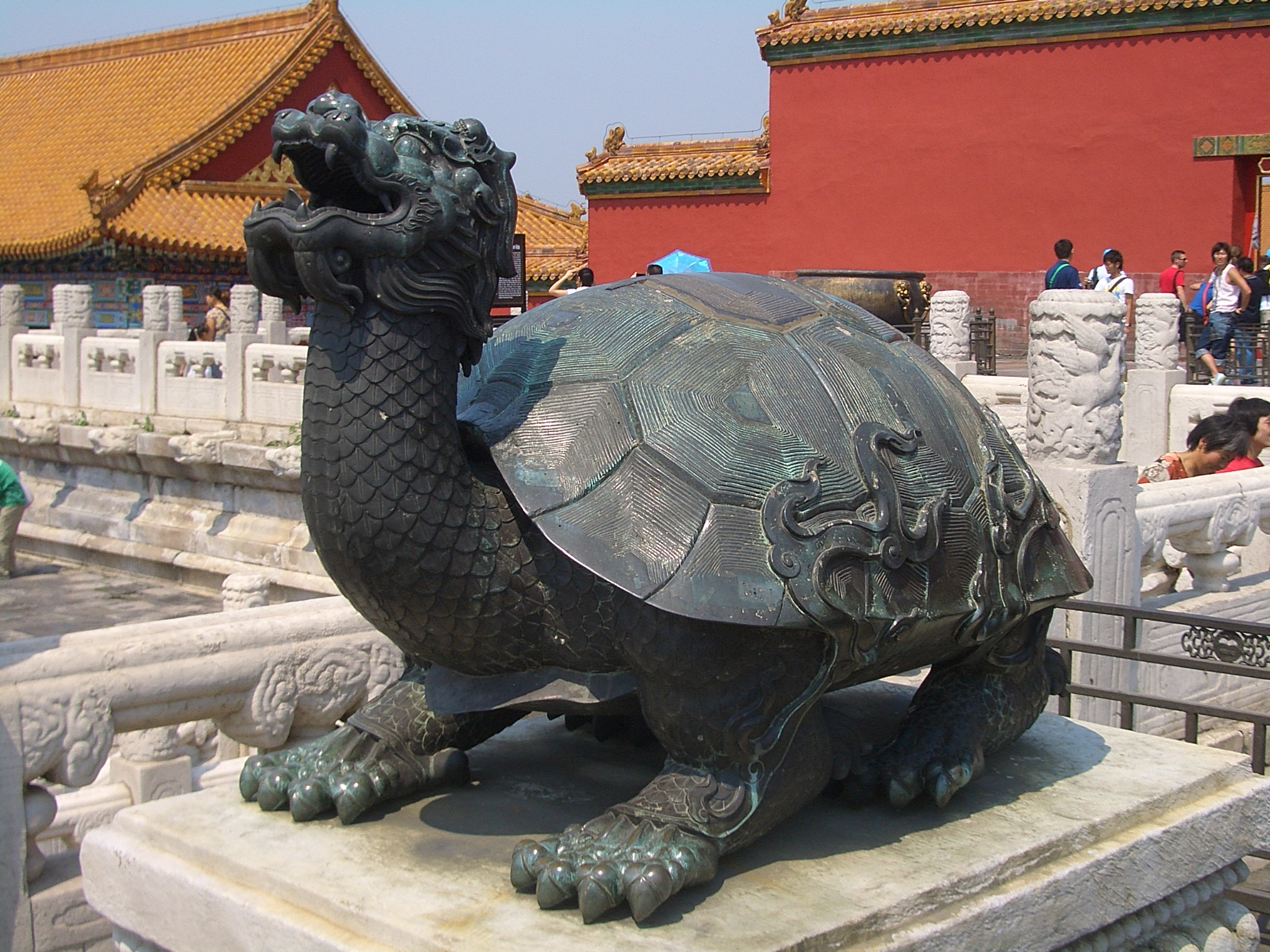
Tượng Long quy (龙龟) ở Bắc Kinh

- Rồng Trung Hoa (龍/龙/long) là một loài sinh vật truyền thuyết của Trung Hoa, nó có hình dài như rắn, thân có vảy như vảy cá, có đầu như đầu sư tử, bốn chân có móng vuốt. Rồng có thể bay được, có thể phun nước tạo mưa. Trong thuật ngữ âm dương thì rồng là dương còn phượng hoàng là âm. Rồng là loài có khả năng tạo gió bão. Đây là một trong 12 con giáp. Rồng đại diện cho sức mạnh, quyền lực và sự may mắn. Rồng là biểu tượng của các hoàng đế Trung Hoa, với chữ long được ghép với các danh từ chỉ vua Trung Hoa (long thể, long bào, long sàn, long nhan, long não). Trong tiếng Trung, rồng được dùng để chỉ những người tài hoa kiệt xuất.
- Thanh Long (青龙) là thánh thú chưởng quản phương Đông. Trong Sơn Hải Kinh, rồng đều là vật dùng để cưỡi, trong thần linh bốn phương, “Phương Nam Chúc Dung, thân thú mặt người, cưỡi hai rồng”, “Phương Tây Nhục Thu, tai trái có rắn, cưỡi hai rồng”, “Phương Đông có Câu Mang, thân chim mặt người, cưỡi hai rồng”, “Phương Bắc Ngu Cương, thân đen có tay chân, cưỡi hai rồng”. Thanh Long là đại diện cho bảy chòm sao phương Đông: Giác, Cang, Đê, Phòng, Tâm, Vĩ, Cơ tạo thành giống như một con rồng: chòm sao Giác là sừng rồng, chòm sao Cang là cổ rồng, chòm sao Đê là thân rồng, đến chòm sao là vị trí phần cổ rồng, chòm sao Phòng là vai rồng, chòm sao Tâm là tim rồng, chòm sao Vĩ là đuôi rồng, chòm sao Cơ chính là điểm cuối cùng của đuôi rồng.
- Ứng Long (應龍) là một nhân vật truyền thuyết trong thời kì chiến tranh giữa Xi Vưu và Hoàng Đế. Tương truyền, Ứng Long đã đưa quân ra ứng cứu cho Hoàng Đế trong khi Xi Vưu đang tấn công quân của Hoàng Đế. Sau khi giải nguy cho Hoàng Đế, Ứng Long trở thành trung thần luôn bên cạnh của Hoàng Đế, được người sủng ái và tin tưởng. Ứng Long đã góp công lớn trong việc chiêu mộ 2 cánh tay đắc lực cho Hoàng Đế trong cuộc chiến đấu bảo vệ bộ lạc Hoa Hạ trước nguy cơ bị Xi Vưu tiêu diệt.

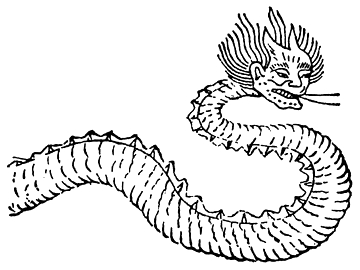
Chúc Âm (烛阴) trong Sơn Hải Kinh

- Chúc Long (烛龙) hay còn gọi là Chúc Âm (烛阴) hay Chúc Cửu Âm (烛九阴) có hình tượng mặt người thân rắn, màu đỏ thẫm, thân cao ngàn dặm, mở mắt ra là ban ngày, nhắm mắt lại thì là ban đêm, hít vào là mùa đông, thở ra là mùa hè, có thể hô mưa gọi gió, không ăn uống, không ngủ cũng không nghỉ ngơi, là một trong thần Sáng Thế Trung Quốc thượng cổ (Thiên Ngô, Tất Phương, Cư Bỉ, Thụ Hợi, Chúc Âm, Nữ Oa). Cư trú trên núi Chương Vĩ phía bắc sông Xích bên ngoài biển tây bắc. Được ghi chép ở Hải Ngoại Bắc Kinh và Đại Hoang Bắc Kinh trong Sơn Hải Kinh. Một học giả Trung Quốc tuyên bố rằng Chúc long, một sinh vật thần thoại được đề cập trong Đại hoang bắc kinh, là biểu tượng của cực quang.[21] Chúc long (theo Sơn hải kinh) "màu đỏ, mặt người thân rắn dài hàng ngàn dặm". Ông tin rằng mô tả này phù hợp với đặc điểm của cực quang.
- Giao Long (蛟龍) hay còn gọi là Thuồng luồng là tên gọi trong dân gian để chỉ một loài thủy quái dữ tợn, có sức mạnh, sống ở dưới nước, thân mình dài, có chân và vảy, có kích cỡ khổng lồ. Sách Hoài Nam Tử, thiên "Đạo ứng" chép rằng: "Đất Kinh có người tên là Thứ Phi, được bảo kiếm ở đất Can Đội, khi đi về qua sông Giang (Dương Tử), đến giữa sông nổi sóng lớn, có hai con giao long vây lấy thuyền... Thứ Phi nhảy xuống sông đâm giao, chặt được đầu, người trong thuyền đều sống cả." Sách Tiền Hán thư-"Vũ Đế kỷ" chép rằng, vua Hán Vũ Đế từ sông Tam Dương đi thuyền ra sông Dương Tử, tự bắn được con giao long ở giữa sông. Căn cứ hình trạng con giao long theo người xưa mô tả đó thì thấy rằng loài giao long sách xưa chép đó chính là loài cá sấu lớn đời xưa có rất nhiều ở sông Dương Tử mà hiện nay cũng vẫn còn tồn tại là cá sấu Dương Tử.[22].
- Long vương (龍王) hay Tứ hải Long Vương (四海龍王) là các vị thần có dạng đầu rồng, mình người, cai quản bốn đại dương rộng lớn theo Thần thoại Trung Hoa và sống trong Long cung. Cổ nhân cho Tứ hải long vương bao gồm: Đông Hải Long vương-Ngao Quảng; Tây Hải Long vương-Ngao Nhuận, Nam Hải Long vương-Ngao Khâm, Bắc Hải Long vương-Ngao Thuận. Ngoài ra còn có Ngũ Phương Long Vương, Chư Thiên Long Vương, Giang Hà Long Vương.
- Bạch xà (白蛇) hay còn gọi là Thanh Xà-Bạch Xà (白蛇传说) là sinh vật được nhắc đến trong Bạch Xà truyện (白蛇傳) miêu tả câu chuyện tình yêu giữa một Bạch xà tinh tu luyện thành người (Bạch Nương Tử) và một chàng trai ở trần gian (Hứa Tiên). Truyền thuyết Bạch Xà truyện có liên quan đến Ấn Độ giáo. Chuyện sáng thế trong Ấn Độ giáo cũng bắt đầu từ hai con rắn lớn (Naga) khuấy động sữa biển. Ở Đông Nam Á cũng có các câu chuyện tương tự như Bạch Xà truyện, ví dụ như Chu Đạt Quan ở thời Nguyên trong tác phẩm Chân Lạp phong thổ ký có ghi chép chuyện quốc vương Chân Lạp có một "thiên cung", đêm đêm lên tòa tháp vàng ở thiên cung giao hợp cùng nữ nhân do xà tinh hóa thành[23], là nguyên mẫu của chuyện người và rắn giao cấu với nhau.
- Huyền Vũ (玄武) là con rùa đầu rắn trong Tứ Thánh thú, chưởng quản phương Bắc. “Huyền Vũ” tức con rùa, trên Lễ Ký-Khúc Lễ Ký viết: “Ngôi thứ, Chu Điểu trước Huyền Vũ sau”. Trong Sở Từ phần Viễn Du Hồng Hưng Tổ có bổ chú: “Huyền Vũ, gọi là Quy Xà. Ở phương bắc, do đó gọi Huyền. Thân có vảy giáp, do đó gọi Vũ”. Trong quyển 10 Văn Tuyển, Tư Huyền Phú của Trương Hành cũng nói: “Huyền Vũ trú trong mai, Đằng Xà tự uốn lượn.” Hậu Hán Thư-Vương Lương Truyện viết: “Huyền Vũ, tên của Thủy Thần.” Huyền Vũ sớm nhất chính là rùa đen. Sau này, hàm nghĩa của Huyền Minh không ngừng mở rộng, rùa sinh sống ở giang hà hồ hải, thế là Huyền Minh liền trở thành Thủy Thần tượng trưng cho Thủy.
- Long quy (龙龟) hay còn gọi là rùa đầu rồng là một sinh vật truyền thuyết Trung Quốc kết hợp hay trong bốn tứ tượng của thần thoại Trung Quốc: sinh vật này có thân là con rùa với đầu là con rồng được xem là một vật trang trí có ý nghĩa về mặt phong thủy[24], tượng trưng cho lòng can đảm, quyết tâm, khả năng sinh sản, tuổi thọ, sức mạnh, thành công và hỗ trợ. Các chạm khắc trang trí hoặc tượng nhỏ của sinh vật theo truyền thống được đặt đối diện với cửa sổ.
- Bí Hí là con trưởng của Rồng, có hình dáng thân rùa, đầu rồng, có sức mạnh vượt bậc, chịu được trọng lượng lớn nên thường được chạm khắc trang trí làm bệ đỡ cho các bệ đá, cột đá, bia đá, được gọi là "con rùa đội bia" (rùa đá). Một số người nhầm lẫn khi cho rằng các con vật đội bia ở Văn Miếu Quốc Tử Giám là loài Rùa, thật ra đó là Bí Hí vì ngoài đặc tính thích mang vật nặng nó cũng rất thích văn chương nên người xưa dùng nó để đặt bia Tiến sĩ.

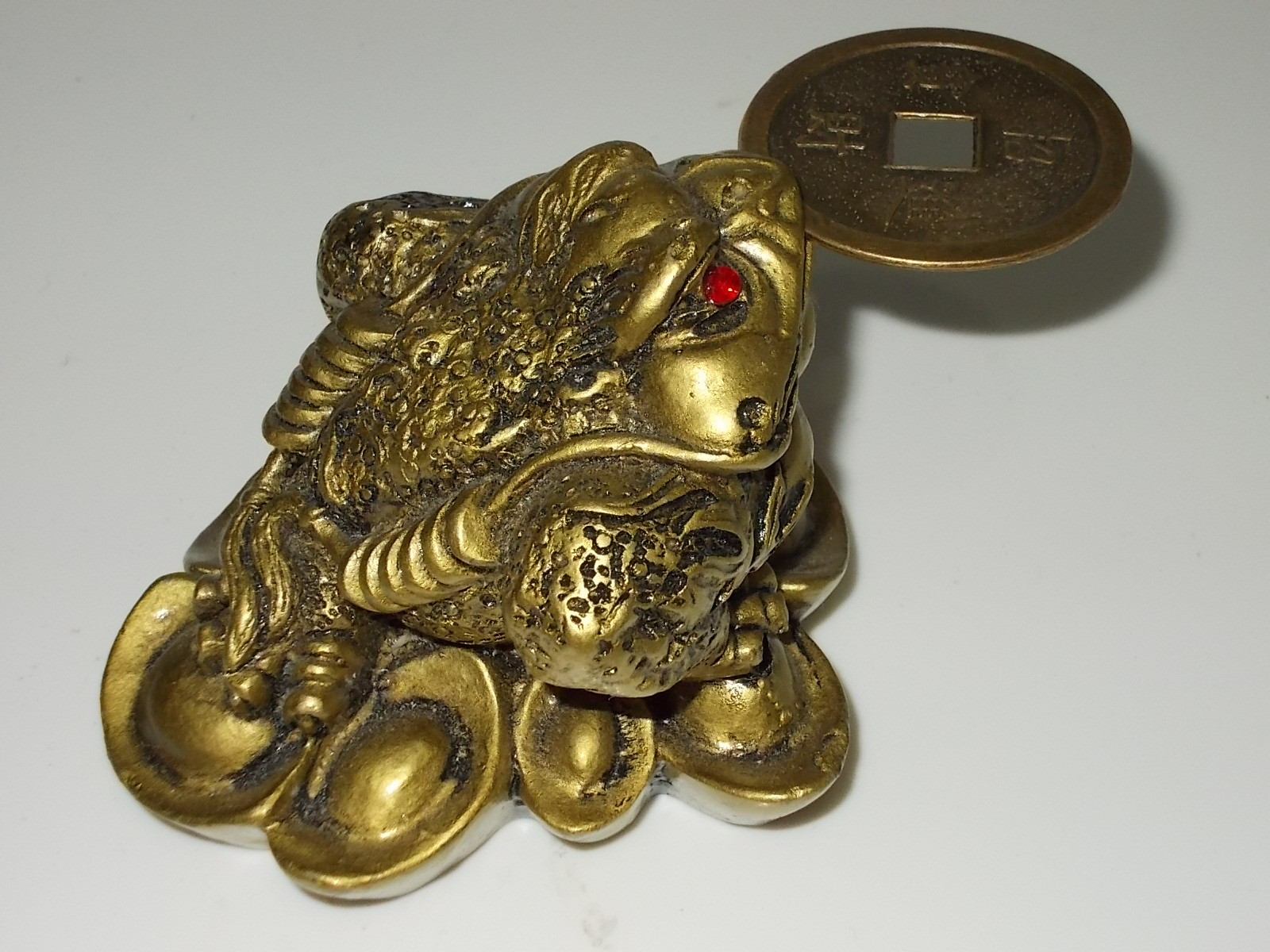
Tượng Thiềm Thừ (cóc ba chân) ngậm kim tiền

- Kim Thiềm (金蟾) hay còn gọi là Thiềm Thừ (蟾蜍) hay còn gọi là cóc vàng ba chân là một linh vật được ưa chuộng sử dụng để cầu tài lộc trong phong thủy của Trung Hoa và Việt Nam. Người Trung Quốc gọi đây là Cóc tài lộc hay Cóc ba chân, là một trong những vật phẩm phong thủy chiêu tài tốt nhất mang lại điềm lành về tài lộc cho gia chủ, là vật phẩm phong thủy đứng thứ hai, sau Tỳ hưu, được cho là mang lại điềm lành về tài lộc[25] vì cóc được cho là biểu tượng linh thiêng trong phong thủy về tài lộc và yên lành.
- Thận (蜃) là một loài hải quái trong thần thoại Trung Quốc, có ngoại hình trông như một con hàu khổng lồ (cũng có thuyết nói là ngao mật, thủy long). Có thể phun ra sương khói, hình thành ảo tượng lâu đài, hiện tượng này được gọi là "hải thị thận lâu".[26] Thận cũng được cho là một loài linh thú.[27] Trong thư tịch cổ của Trung Quốc "Hối uyển" ghi lại, lúc giao mùa xuân - hè, trong biển nổi sương hình thành lâu đài.[28].
- Bá Ba Nhi Bân và Bân Ba Nhi Bá (có bản dịch là Bá Ba Nhi Bôn và Bôn Ba Nhi Bá) là hai con yêu quái cá trong Tây Du Ký. “Bá” là tên gọi khác của sông, ví dụ như sông Bá Kiều ở Tây An. Tiểu yêu lấy họ Bá ngụ ý về nơi sinh sống của mình, còn “Bôn Ba” chỉ về công việc cả đời làm thuộc hạ cho người khác, tất bật ngược xuôi của hai anh em ngư tinh. Hai tiểu yêu quái này vốn là một đôi cá thành tinh, theo lệnh của Long Vương trông coi tháp, bị Tôn Hành Giả trực tiếp cắt sạch miệng cá[29][30].